# La rizzagliata
La rizzagliata è un romanzo giallo di Andrea Camilleri, pubblicato in Italia nell'ottobre 2009 dall'editore Sellerio. È l'edizione in lingua italiana di La muerte de Amalia Sacerdote, scritto da Camilleri in lingua italiana ma pubblicato prima in spagnolo, tradotto da Juan Carlos Gentile Vitale, vincitore, nel 2008, della seconda edizione del Premio Internacional de Novela Negra, indetto dall'editore spagnolo Grupo RBA.

## Trama
Il titolo dell'opera si rifà alla parola "rizzaglio" che è una rete a forma di campana con alla base dei piombini. Il pescatore la mette in acqua il più possibile aperta e la rete affonda catturando i pesci che non possono più sfuggire perché tirando una corda alla base la rete si chiude.
Michele Caruso è direttore del telegiornale regionale siciliano della RAI. Amalia Sacerdote, figlia del Segretario Generale dell'Assemblea Regionale Antonino Sacerdote, viene trovata morta in casa, il cranio sfondato da un pesante posacenere. Sarà accusato del delitto il suo fidanzato, Manlio Caputo, figlio del leader della sinistra siciliana. Caruso tralascia di dare la notizia dell'emissione di un avviso di garanzia nei confronti di Manlio Caputo, scatenando le ire del suo redattore capo Alfio Smecca. 
Caruso sarà coinvolto, suo malgrado, in una "rizzagliata", in un complesso intreccio politico-economico e mafioso che finirà con la morte di un innocente e l'impunità del vero assassino.

## Edizioni
- Andrea Camilleri, La rizzagliata, Quarta edizione, Palermo, Sellerio, ottobre 2009, ISBN 88-389-2436-8.